# Хаврут
„Хаврут" според някои сведения означава "нощни гърнета" и се използвало през 16 век като пейоративно название за евреите в Османската империя.
Вероятно произлиза обаче от хаврута (другарство), еврейска традиция да се изучава Тората по двойки и да се обсъжда на глас в учебната зала.